# Avlidna 1995
Detta är en lista över kända personer som har avlidit under 1995.

## Januari
- 1 januari – Fred West, 53, brittisk seriemördare.
- 22 januari
  - Rose Fitzgerald Kennedy, 104, amerikansk mor till president John F. Kennedy, Robert F. Kennedy och Ted Kennedy samt maka till Joseph Kennedy.
  - Tore Westlund, 84, svensk musiker (klarinett och saxofon).
- 25 januari – Fritjof Hellberg, 77, svensk skådespelare.
- 29 januari – Karl-Erik Forsgårdh, 75, svensk skådespelare.

## Februari
- 2 februari – Donald Pleasence, 75, brittisk skådespelare.
- 5 februari – Per Edvin Fälting, 83, svensk dykare, ledare av bärgningen av regalskeppet Vasa.
- 9 februari – J. William Fulbright, 89, amerikansk demokratisk politiker, senator 1945–1974.
- 14 februari – Leif Reinius, 87, svensk arkitekt.
- 22 februari – Karl-Arne Holmsten, 83, svensk skådespelare.
- 23 februari – James Herriot, 78, engelsk veterinär och författare.

## Mars
- 10 mars – Dicky Zulkarnaen, 55, indonesisk skådespelare.
- 17 mars – Flor Contemplacion, 42, filippinskt hembiträde, avrättad av Singapore.
- 23 mars – Albino Pierro, 78, italiensk poet.
- 26 mars – Eazy-E, 30, amerikansk rappare.
- 31 mars – Selena, 23 amerikansk sångare.

## April
- 2 april – Hannes Alfvén, 86, svensk fysiker, nobelpristagare.
- 10 april
  - Chen Yun, 90, kinesisk kommunistisk politiker.
  - William Lind, 83, svensk kapellmästare, musikarrangör och kompositör.
- 16 april
  - Arthur English, 75, brittisk skådespelare.
  - Iqbal Masih, 12, pakistansk skuldslav, mördad.
- 23 april
  - Howard Cosell, 77, amerikansk sportjournalist.
  - John C. Stennis, 93, amerikansk politiker, senator 1947–1989.
- 25 april – Ginger Rogers, 83, amerikansk skådespelare och dansör.

## Maj
- 2 maj – Michael Hordern, 83, brittisk skådespelare.
- 5 maj – Michail Botvinnik, 83, sovjetrysk världsmästare i schack.
- 9 maj – Alf Henrikson, 89, svensk författare och historiker.
- 12 maj – Karl Vennberg, 85, svensk författare, poet och kulturjournalist.
- 18 maj – Börge Krüger, 78, dansk-svensk dansare och skådespelare.
- 18 maj – Jan Trolin, 26, svensk programledare och konferencier.
- 24 maj – Harold Wilson, 79, brittisk politiker, premiärminister 1964–1970 och 1974–1976.
- 31 maj – Les Aspin, 56, amerikansk demokratisk politiker, USA:s försvarsminister 1993–1994.

## Juni
- 4 juni – Lars Brising, 80, svensk civilingenjör, konstruktör av J 29.
- 8 juni – Erik Beckman, 60, svensk författare.
- 9 juni – Acharya N.G. Ranga, 94, indisk politiker.
- 14 juni – Roger Zelazny, 58, amerikansk fantasy- och science fiction-författare.
- 22 juni – Yves Congar, 91, fransk romersk-katolsk kardinal.
- 23 juni – Jonas Salk, 80, amerikansk medicinforskare, uppfinnare av poliovaccinet.
- 25 juni – Warren Burger, 87, chefsdomare i USA:s högsta domstol 1969–1986.
- 29 juni – Lana Turner, 74, amerikansk skådespelare.

## Juli
- 1 juli – Wolfman Jack, 57, amerikansk radio-, tv- och filmartist.
- 3 juli – Pancho Gonzales, 67, amerikansk tennisspelare.
- 4 juli – Bob Ross, 52, amerikansk konstnär och TV-programledare.
- 11 juli – Stig Bergendorff, 81, svensk skådespelare, författare, regissör, manusförfattare, kompositör och textförfattare.
- 17 juli – Juan Manuel Fangio, 84, argentinsk racerförare.
- 20 juli – Ernest Mandel, 72, belgisk trotskistisk politiker.
- 21 juli – Gunde Johansson, 72, svensk vissångare.

## Augusti
- 1 augusti – Frank W. Cyr, 95, anordnare av USA:s första federala skolbussystem 1939.
- 3 augusti
  - Ida Lupino, 77, amerikansk skådespelare.
  - Edward Whittemore, 62, amerikansk författare.
- 4 augusti – J. Howard Marshall, 90, amerikansk oljemiljardär, gift med Anna Nicole Smith.
- 5 augusti – Harald Lundquist, 81, svensk kompositör, orkesterledare och sångare.
- 8 augusti – Kurt Becher, 85, tysk SS-officer.
- 13 augusti – Mickey Mantle, 63, amerikansk basebollspelare.
- 17 augusti
  - Per Gunvall, 82, svensk regissör och manusförfattare.
  - John Hron, 14, svensk pojke som mördades av nynazister, mottagare av Stig Dagerman-priset.
- 18 augusti – Gunnar Svensson, 75, svensk kompositör, pianist och sångare.
- 23 augusti
  - Johan Bergenstråhle, 60, svensk teater- och filmregissör.
  - Dwayne Goettel, 31, kanadensisk musiker, medlem i Skinny Puppy.
- 24 augusti – Johannes Antonsson, 73, svensk centerpolitiker, halländsk landshövding.
- 25 augusti – Tore Alespong, 86, svensk arbetare och trumpetare.

## September
- 2 september – Lillemor Biörnstad, 91, svensk skådespelare.
- 5 september – Ebba Lindqvist, 87, svensk författare.
- 6 september – Tosse Bark, 72, svensk kompositör, musiker, sångare och skådespelare.
- 12 september – Lubomír Beneš, 59, tjeckisk animatör och regissör.
- 13 september – Frank Silva, 44, amerikansk kulissarbetare och skådespelare.
- 15 september
  - Gunnar Nordahl, 73, svensk fotbollsspelare, en del av trion Gre-No-Li (död vid besök på Sardinien).
  - Rien Poortvliet, 63, nederländsk konstnär.

## Oktober
- 1 oktober – Lennart Palme, 75, svensk manusförfattare och reklamkonsult.
- 4 oktober – Mona Åstrand, 64, svensk skådespelare.
- 9 oktober
  - Alec Douglas-Home, 92, brittisk politiker, premiärminister 1963–1964.
  - John A. Scali, 77, amerikansk diplomat och journalist, FN-ambassadör 1973–1975.
- 13 oktober – Marco Campos, 19, brasiliansk racerförare.
- 21 oktober
  - Shannon Hoon, 28, amerikansk musiker.
  - Nils Hövenmark, 73, svensk deckarförfattare, apotekare samt radioröst.
- 22 oktober – Kingsley Amis, 73, brittisk författare.
- 30 oktober – Lennart Stendahl, 50, svensk radioman.

## November
- 4 november – Yitzhak Rabin, 73, Israels premiärminister, mördad.
- 25 november
  - Helge Hagerman, 85, svensk skådespelare, vissångare, regissör, och producent.
  - Richard G. Shoup, 71, amerikansk republikansk politiker, kongressledamot 1971–1975.

## December
- 2 december – Robertson Davies, 82, kanadensisk författare.
- 18 december – Konrad Zuse, 85, tysk konstruktör av den första fungerande datorn.
- 20 december – Madge Sinclair, 57, jamaicansk skådespelare.
- 23 december – Olof Rydbeck, 82, svensk tidigare radiochef och ambassadör.
- 25 december – Dean Martin, 78, amerikansk sångare och skådespelare.
- 30 december – Katarina Taikon, 63, svensk författare.